# Dödens nycker
Dödens nycker (portugisiska originalets titel "As Intermitências da Morte"), är en roman av den portugisiske nobelpristagaren i litteratur José Saramago.
Romanen inleds med raderna Dagen därpå var det ingen som dog. I ett land någonstans bestämmer sig döden för att helt plötsligt sluta jobba. Folk blir överlyckliga, de har skänkts evigt liv, men snart står det klart för dem att samhället successivt svämmar över av människor som är svårt sjuka, lemlästade, skröpliga och människor som väntar på sin död som aldrig kommer. Döden inser att hon måste börja jobba, men istället för överraskningsmomentet som hennes jobb tidigare har inneburit, bestämmer hon sig för att skicka ett violett brev en vecka i förväg. Men så sker det omöjliga en dag; ett brev kommer tillbaka till henne...
Boken är översatt till svenska av Hans Berggren. Till engelska översattes den 2008 av Margaret Jull Costa.

### Fotnoter
1. ↑  Max, D. T. (24 oktober 2008). ”Stay of Execution”. The New York Times. http://www.nytimes.com/2008/10/26/books/review/Max-t.html. Läst 30 januari 2009.